# Procatopus similis
Procatopus similis és un peix d'aigua dolça de la família dels pecílids i de l'ordre dels ciprinodontiformes. Poden assolir els 6 cm de longitud total. Es troba als estats africans de Nigèria i Camerun.